# Hesperonyx
Hesperonyx („západní dráp“) byl rod menšího býložravého dinosaura, možná náležejícího do čeledi Dryosauridae. Žil v období pozdní jury (pozdní věk kimmeridž, asi před 152 miliony let) na území dnešního Portugalska.

## Historie a popis
Fosilie tohoto dinosaura byly objeveny v pískovcových sedimentech geologického souvrství Lourinhã a mají podobu fragmentů kostí předních i zadních končetin. Typový a jediný známý druh Hesperonyx martinhotomasorum byl popsán v březnu roku 2024. Tento býložravý dinosaurus byl dlouhý asi 3 až 4 metry. Podle provedené fylogenetické analýzy se jednalo o blíže neurčitelného zástupce kladu Dryomorpha. Pro přesnější určení bychom museli mít k dispozici více fosilií s diagnostickými znaky. Jedná se o třetího popsaného ornitopoda ze zmíněného souvrství - dalšími jsou rody Draconyx a dále Eousdryosaurus.